# Hersilia caudata
Hersilia caudata là một loài nhện trong họ Hersiliidae.
Loài này thuộc chi Hersilia. Hersilia caudata được miêu tả năm 1826 bởi Audouin.